# Теорія Цьопріца
Теорія Цьопріца — наукова теорія виникнення морських течій у процесі взаємодії вітрів з приповерхневими водами гідрологічних об'єктів.

## Виникнення
Німецький геофізик Карл Цьопріц у 1870-х роках висловив теорію аналітичної залежності течій від напрямку і сили переважаючих вітрів. У цій теорії вчений виходив з того що нижній шар повітря, рухаючись над поверхнею води, шляхом молекулярного зв'язку приводить у рух у тому ж напрямі шар води, який у свою чергу діє на дальший, і таким чином рух передається на глибину, утворюючи також глибинні течії.
У безмежному басейні рівномірної глибини, за обчисленням Цьопріца, при нескінченно великій тривалості вітру одного напряму й сили виникає спочатку на поверхні постійний рух. Швидкість останнього з часом передаватиметься в глибину, при чому вона зменшуватиметься з глибиною від шару до шару пропорціонально відстані шару від дна, де вона дорівнюватиме нулеві.

## Заперечення
Форель, заперечуючи проти теорії Цьопріца, зазначив, що кількість руху в морських течіях більша, ніж у повітряних течіях, що проносяться над ними, а тому останні не можуть служити головним джерелом сили для руху вод. Проти цього Цьопріц заперечив, що нинішній стан океанів є результатом надзвичайно тривалого впливу переважних вітрів і між ними і морськими течіями встановився якийсь стан рівноваги, для підтримання якого досить невеликої кількості руху, надаваного вітром у короткий строк. Однак згодом офіційні наукові дані заперечили фізичну можливість такого явища. Сьогодні теорія Карла Цьопріца має тільки історичний інтерес, тому що в ній прийнято надто малий коефіцієнт тертя і не взято до уваги обертання землі.